# Teratocephalus spiralis
Teratocephalus spiralis är en rundmaskart. Teratocephalus spiralis ingår i släktet Teratocephalus och familjen Teratocephalidae. Inga underarter finns listade i Catalogue of Life.